# 1412 Lagrula
1412 Lagrula è un asteroide della fascia principale. Scoperto nel 1937, presenta un'orbita caratterizzata da un semiasse maggiore pari a 2,2154026 UA e da un'eccentricità di 0,1119949, inclinata di 4,71888° rispetto all'eclittica.
L'asteroide è dedicato all'astronomo francese Joanny-Philippe Lagrula.